# Цитоплазма

Схема строения типичной клетки животного. Отмеченные органоиды (органеллы):
1) Ядрышко
2) Ядро
3) Рибосома
4) Везикула
5) Шероховатая эндоплазматическая сеть
6) Аппарат Гольджи
7) Цитоскелет
8) Гладкая эндоплазматическая сеть
9) Митохондрия
10) Вакуоль
11) Цитоплазма
12) Лизосома
13) Центросома

Цитопла́зма (от греч. κύτος — «клетка» и πλάσμα — здесь «содержащее») — полужидкое содержимое клетки, её внутренняя среда, кроме ядра и вакуоли, ограниченная плазматической мембраной. Включает гиалоплазму (основное прозрачное вещество цитоплазмы), находящиеся в ней обязательные клеточные компоненты (органеллы), а также различные непостоянные структуры (включения). Иногда под цитоплазмой понимают только гиалоплазму.
Термин «цитоплазма» был введен немецким профессором Альбертом (Рудольфом) фон Кёлликером в 1863 году как синоним термину «протоплазма». Впоследствии слово «протоплазма» стало подразумевать все содержимое клетки вне ядра, включая органеллы. Тем не менее немецкий ботаник Эдуард Страсбургер был не согласен с таким определением цитоплазмы и в 1882 году предложил называть так протоплазму без органелл, вакуолей и пластид.
В состав цитоплазмы входят органические и неорганические вещества многих видов, но основное вещество цитоплазмы — вода. Многие вещества (например, минеральные соли, глюкоза, аминокислоты) образуют истинный раствор, некоторые другие (например, белки) — коллоидный. В ней протекают почти все процессы клеточного метаболизма. Среди прочего, в цитоплазме есть нерастворимые отходы обменных процессов и запасные питательные вещества.
Цитоплазма постоянно движется, перетекает внутри живой клетки, перемещая вместе с собой различные вещества, включая и органеллы. Это движение называется циклозом.
Цитоплазма способна к росту и воспроизведению и при частичном удалении может восстановиться, однако она функционирует должным образом только в присутствии ядра. Без него долго существовать цитоплазма обычно не может, как и ядро без цитоплазмы.
Важнейшая роль цитоплазмы — объединение всех клеточных структур (компонентов клетки) и обеспечение их химического взаимодействия. Она выполняет и другие функции, в частности, поддерживает напряжение на стенки клетки, сохраняет давление. В ней протекает множество биохимических реакций.